# Дерево Туле

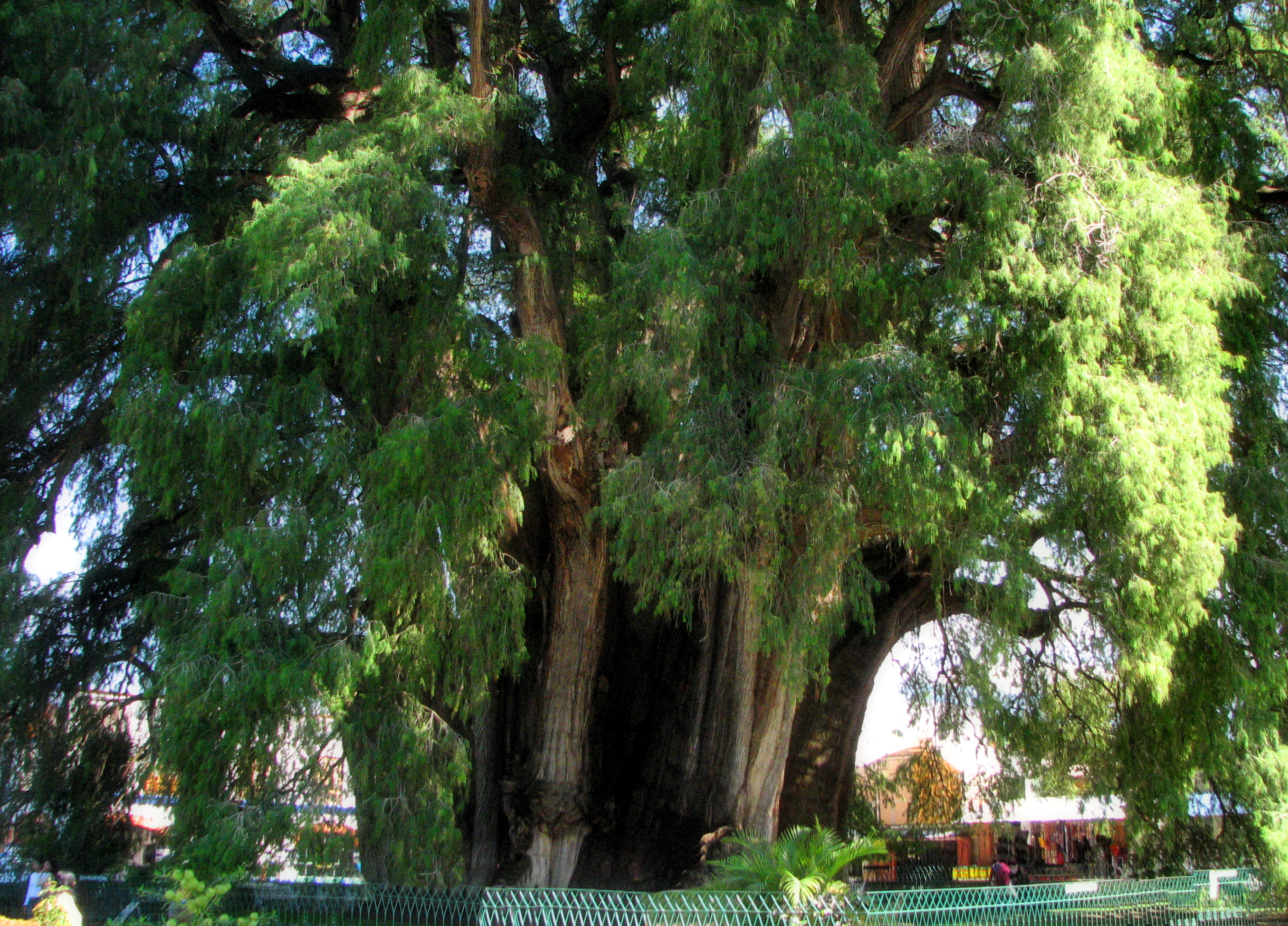

Дерево Туле (исп. Árbol del Tule, науат. ahuehuete — «старый человек из воды») — экземпляр таксодиума мексиканского (Taxodium huegelii, syn. Taxodium mucronatum), растущий на площади рядом с церковью в городе Санта-Мария-дель-Туле (штат Оахака, Мексика). Дерево известно тем, что имеет самый толстый ствол среди всех деревьев в мире. В 2001 году включено в Список всемирного наследия ЮНЕСКО.

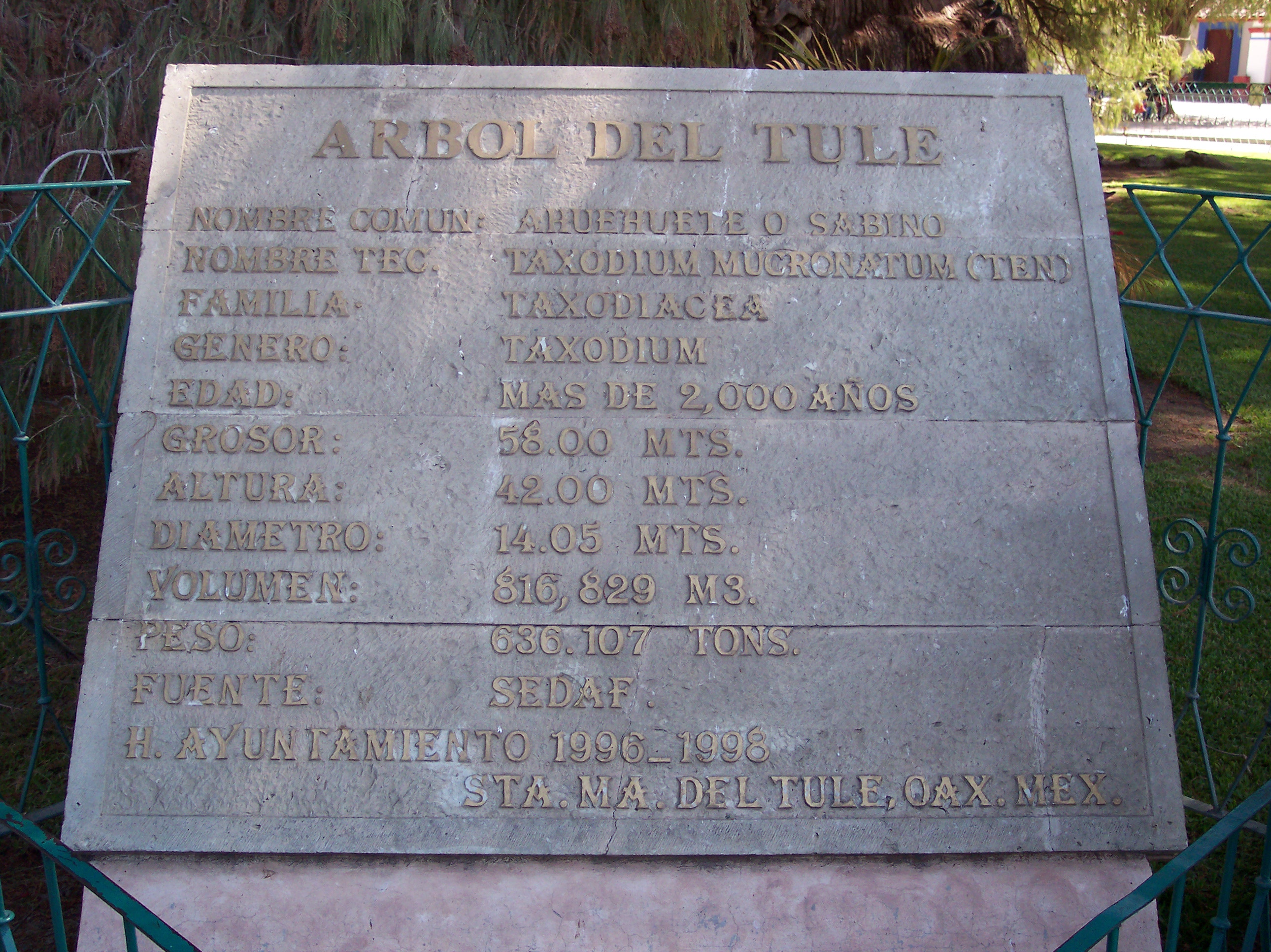
Табличка с основными сведениями, установленная рядом с деревом

В 2005 году его ствол, согласно измерениям, имел окружность порядка 36,2 метра (119 футов) и диаметр 11,62 метра (38,1 фута), что несколько больше по сравнению с данными измерений 1982 года. Высоту дерева очень трудно измерить из-за широкой кроны, но считается, что она составляет 35,4 метра (116 футов), став за последние десятилетия несколько ниже.
Первоначально, ввиду толщины дерева, считалось, что это несколько различных сросшихся деревьев, но затем тесты на ДНК подтвердили факт, что всё-таки это одно дерево ; тем не менее, гипотезу о нескольких стволах одного дерева это открытие не исключает. Возраст дерева неизвестен и составляет, по различным оценкам, от 1200 до 3000 лет, а по одной из гипотез — около 6000 лет; чаще всего возраст указывается как 1433—1600 лет. Согласно сапотекской легенде, дерево было посажено примерно 1400 лет назад жрецом Эхекатля, бога ветра, что в целом соответствует и представлениям историков, поскольку дерево растёт на бывшем священном месте индейцев, отошедшем затем к католической церкви. Дерево имеет неофициальное прозвище «древо жизни» из-за изображений различных животных, которые якобы можно различить на его стволе. В 1990 году было сделано предположение о том, что дерево медленно умирает из-за нехватки воды, загрязнения окружающей среды и увеличения транспортного потока рядом с деревом.
Дерево Туле объявлено правительством Мексики памятником природы.